# Cilicaea hamata
Cilicaea hamata is een pissebed uit de familie Sphaeromatidae. De wetenschappelijke naam van de soort is voor het eerst geldig gepubliceerd in 1927 door Stephenson.